# Vernato
Il Vernato è un quartiere di Biella.

## Storia

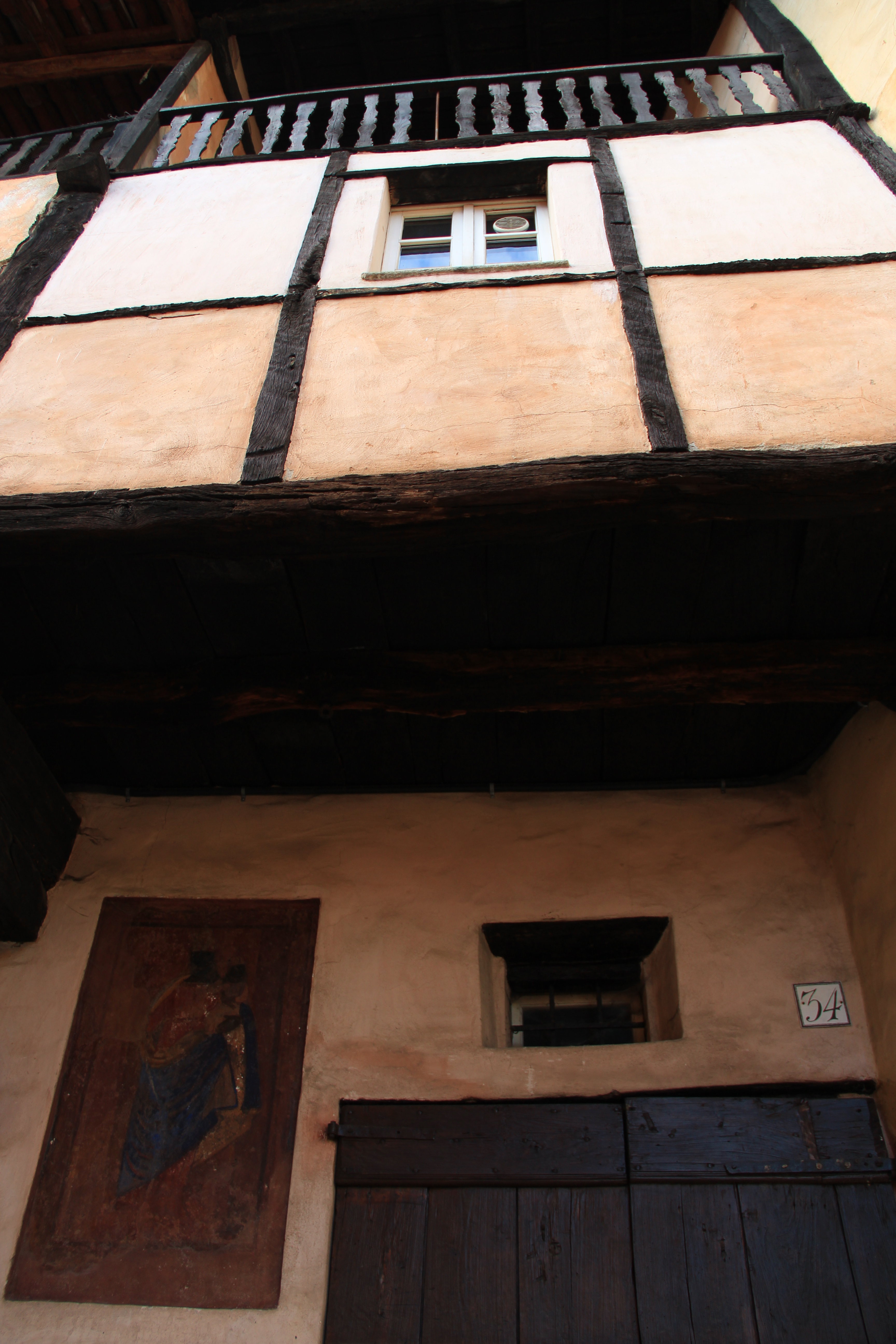
Antica casa in Costa del Vernato

Fino al 1421 il Vernato fu un comune autonomo e fu successivamente aggregato a quello di Biella. Le origini del comune risalgono probabilmente all'inizio del XII secolo e si conservano gli statuti del 1328.
Il quartiere si può dire che nasca per dare accoglienza ai viaggiatori e pellegrini, tanto che, probabilmente, il primo edificio fu un convento con annessa struttura di accoglienza nei pressi dell'attuale chiesa di San Biagio.
La chiesa moderna sorge orientata a 90° rispetto alla primitiva chiesa del Seicento, tuttora esistente e contigua. Il suo primo collegamento viario fu certamente con il Piazzo tramite una delle tortuose vie in salita dette "coste", appunto Costa del Vernato. Si trattava dell'allora estrema propaggine orientale del comune di Biella Piano.
La Costa del Vernato parte dall'odierna Piazza Cossato, dove un tempo (fino al 1879) si trovava una della porte della città (Porta del Vernato).
Lungo la suddetta Costa del Vernato si incontrano alcune delle abitazioni più antiche dell'intera città di Biella. In particolare, salendo verso il Piazzo, poco dopo la chiesa di San Nicola (XVII-XVIII secolo), in corrispondenza della prima curva, sulla destra si osservano due case su travi di legno, risalenti al tardo medioevo. Una di queste è nota come "Casa della Sindone", per via di un affresco della fine del XVII secolo che raffigura san Filippo Neri che sorregge il Sudario.

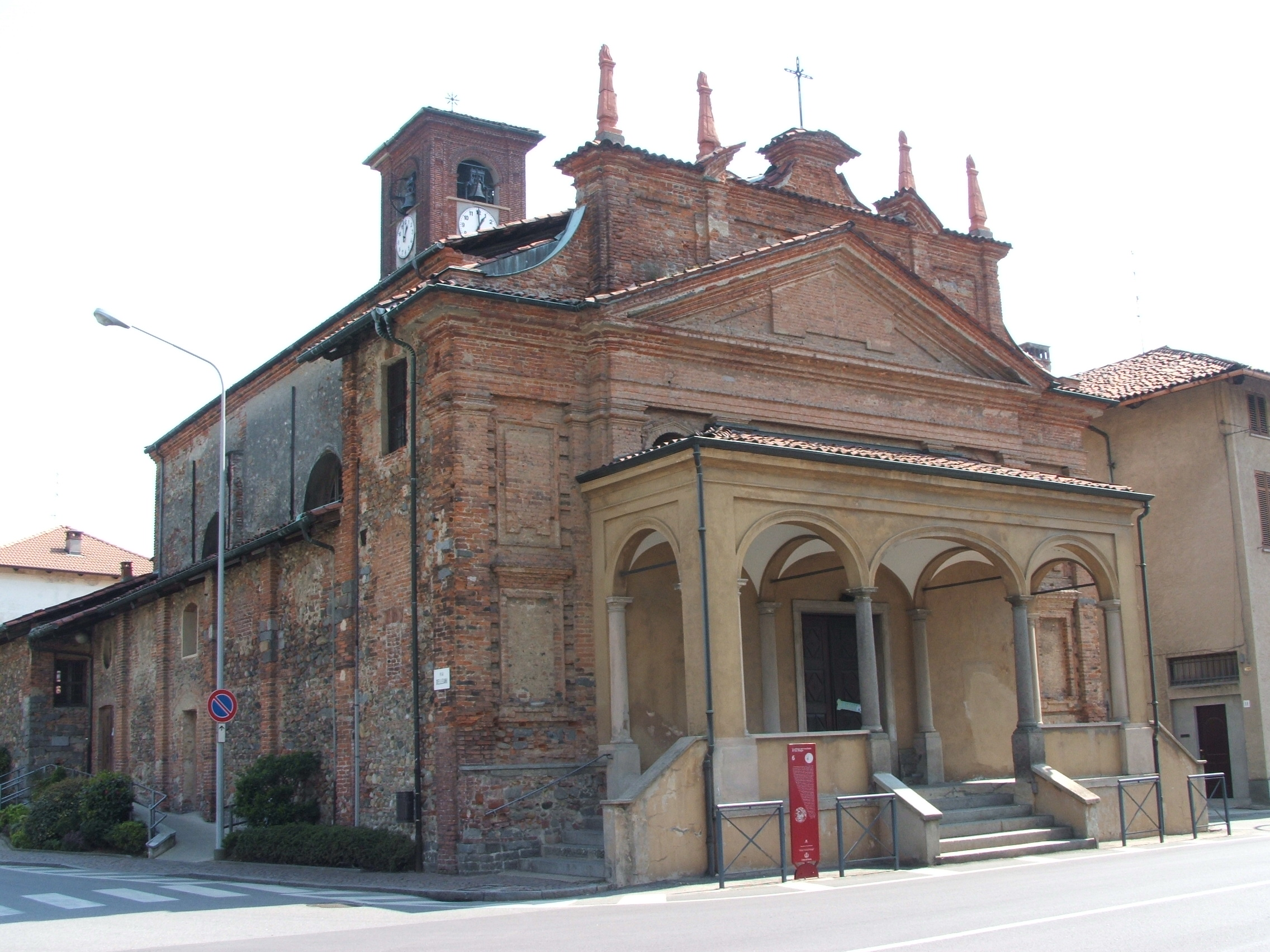
La chiesa antica di san Biagio

Poco distante, al numero 7 di via Rocchetta, vi è la quattrocentesca Casa Messerano (o Masserano) dall'elegante facciata ricca di decorazioni in cotto e resti - mal conservati - di affreschi. Uno di questi dipinti raffigurava il personaggio della tradizione popolare noto come "Om Salvej" (Uomo Selvaggio), ragion per cui talvolta la casa è denominata "Casa dell'uomo selvaggio". Su questa casa, gli storici locali hanno avanzato diverse ipotesi: secondo alcuni, sarebbe stata un ospedale, secondo altri, un ospizio. Di certo risulta da documenti comunali che sul finire del XV secolo un certo Agostino Messerano avesse una "casa di sua abitazione" al Vernato, successivamente ereditata da Caterina Messerano, che aveva sposato un Ferrero della Marmora; questo giustificherebbe la denominazione "Casa già Lamarmora" attribuita a questo edificio in alcuni documenti.
Nei pressi sono numerosi gli esempi di archeologia industriale; nella zona era praticata la concia dei pellami (come ricorda la toponomastica locale: via dei Conciatori) e molti sono gli edifici (alcuni in parte ristrutturati) che conservano elementi architettonici funzionali a quella attività, come le ampie terrazze e i sottotetti attrezzati con graticci in legno per asciugare le pelli, oltre ad antiche insegne aziendali dipinte sopra i portoni.
Nel territorio del quartiere si trova la sede della Provincia, ospitati nei locali recentemente ristrutturati dell'antico ospizio. Dirimpetto troviamo uno dei molti giardini pubblici che punteggiano la città di Biella.
Con la metà del XX secolo, grazie al rapido aumento demografico della città, il quartiere trova espansione verso ovest e verso sud. Le nuove zone assumono, rispettivamente, il nome di Thes (dal rio Bolume fino al torrente Oremo) e di San Biagio (fino alle vie Macallé e Piacenza, includendo l'omonimo cimitero urbano).

## Infrastrutture e trasporti
Vernato disponeva di una propria stazione ferroviaria, posta lungo la ferrovia Biella-Mongrando, attiva fra il 1891 e il 1951 e trasformata in tranvia nel 1922.